# Centralni Bicolano (jezik)
Centralni Bicolano jezik (bikol; centralnobikolski; ISO 639-3: bcl) austronezijski jezik centralnofilipinske skupine, podskupine naga, kojim govori 2 500 000 ljudi (1990 popis) na otoku Luzon u Filipinima. Glavni centri su mu Naga City i Legaspi City, svaki s vlastitim dijalektom. 
Jedan je od pet individualnih jezika bikolskog makrojezika. Važan u trgovini. Pismo latinica.

## Vanjske poveznice
- Ethnologue (14th)
- Ethnologue (15th)